# هارولد إي. ويلسون
هارولد إي. ويلسون (بالإنجليزية: Harold E. Wilson)‏ هو ضابط أمريكي، ولد في 5 ديسمبر 1921 في برمنغهام في الولايات المتحدة، وتوفي في 29 مارس 1998 في ليكسينغتون في الولايات المتحدة.